# 北海村
北海村（きたみむら）は、新潟県佐渡郡にあった村。

## 地理
- 島嶼：佐渡島

## 沿革
- 1889年（明治22年）4月1日 - 町村制施行に伴い雑太郡戸地村、戸中村、南片辺村、北片辺村、石花村、後尾村が合併し、北海村が発足。
- 1896年（明治29年）4月1日 - 郡の統合により佐渡郡に所属[1]。
- 1901年（明治34年）11月1日 - 村域を二分割し、次のように隣接自治体と合併して消滅。
  - 大字戸地・戸中 → 佐渡郡金泉村（一部）と合併し金泉村を新設。
  - 大字南片辺・北片辺・石花・後尾 → 佐渡郡高千村と合併し高千村を新設。

## 著名な出身者
- 山本快竜　仏教学者